# 万盛东站 (北京市)
万盛东站是一个位于中国北京市通州区梨园镇大马庄村与文景街道交界处，万盛南街、九棵树中路交叉口，属于北京地铁7号线的地铁车站，于2019年12月28日开通投入使用。

## 位置
位于通州区梨园镇大马庄村，万盛南街与九棵树中路交叉路口，沿东西向敷设，因位于万盛片区东部而得名。
建设中的北京首都旅游集团新总部大楼位于本站东南侧，距本站约300米。

## 结构

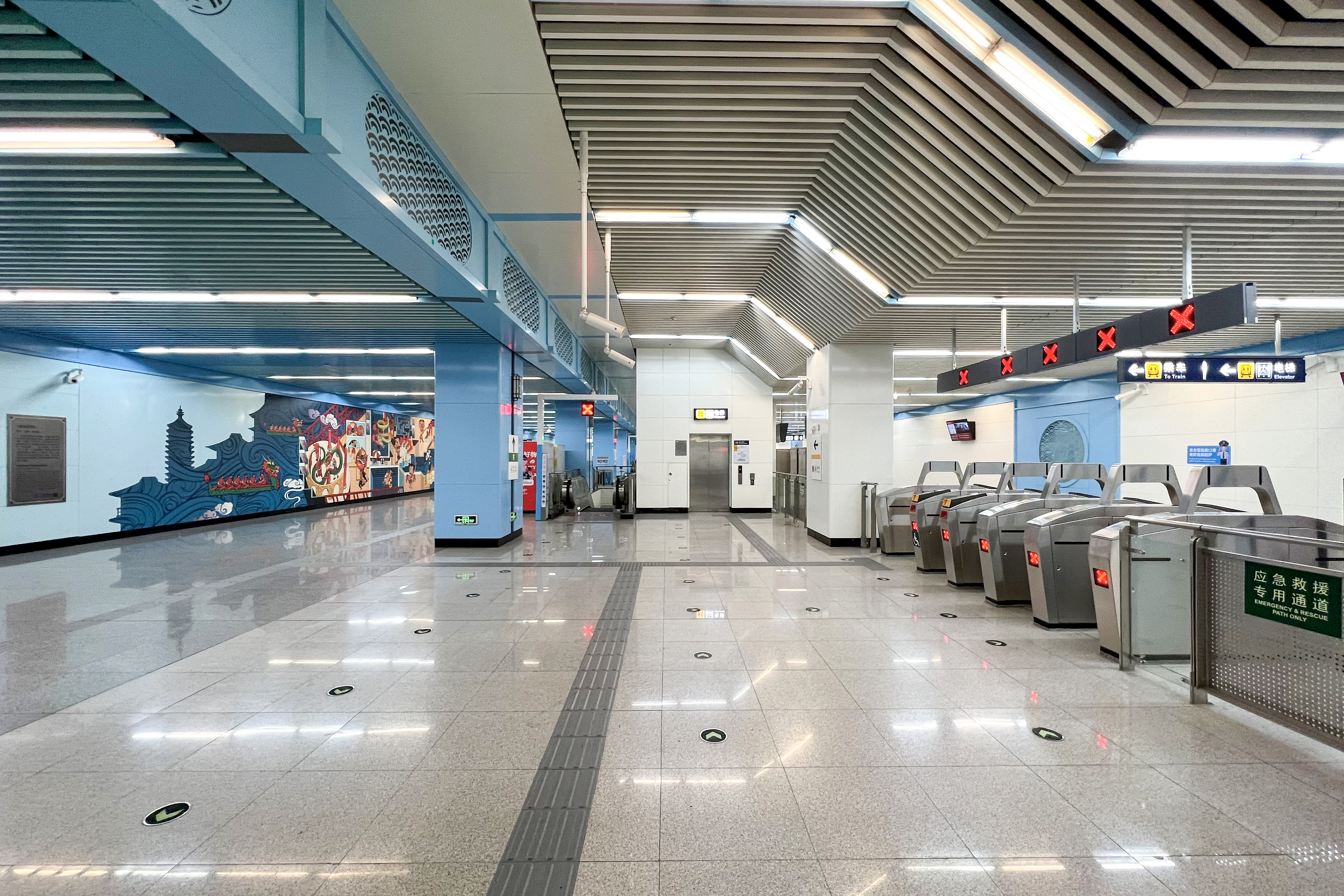
站厅

万盛东站为地下二层车站，岛式站台设计。月台西端设有一条渡线。
| 地面层          | 街道                        | A-D出入口                        |
| 地下一层 站厅层 | 站厅                        | 客务中心、自动售票机、进出站闸机 |
| 地下二层 站台层 |                             | █ 7号线往北京西站（万盛西）      |
| 地下二层 站台层 | 岛式站台，左側開门          |                                  |
| 地下二层 站台层 | █ 7号线往环球度假区（群芳） |                                  |

站厅设有壁画《通运吉祥》，以通州运河为背景，聚焦中国传统节庆文化活动中的凝聚与沉淀，并且运用现代绘画技法，将“中国龙”与孙悟空、葫芦兄弟、哪吒、黑猫警长等各类卡通形象贯穿其中，描绘了一幅欢乐、喜庆、祥和的和谐娱乐生活画卷。

## 出入口
|                       |                                |                      |      |            |  |
| 编号                  | 指示                           | 建议前往的目的地     | 图片 | 无障碍设施 |  |
| 出口 · A · 升降机标志 | 万盛南街、日新路、九棵树中路   | 群芳四园、大马庄新园 |      |            |  |
| 出口 · C · 升降机标志 | 万盛南街、群芳南街、九棵树中路 | 群芳四园、大马庄新园 |      |            |  |
| 出口 · D              | 万盛南街、日新路               | 曹园逸家             |      | 不適用     |  |
| 註： 設有             |                                |                      |      |            |  |

## 历史
本站工程名为云景东路站，2019年5月拟命名为万盛站。2019年11月20日，本站正式定名为万盛东站。